# وجر (ناطع)

تعديل مصدري - تعديل

وجر هي إحدى قرى عزلة الدعيمة بمديرية ناطع التابعة لمحافظة البيضاء، بلغ تعداد سكانها 412 نسمة حسب تعداد اليمن لعام 2004.